# Jugurthakrigen
Jugurthakrigen (112 f.Kr.-105 f.Kr.) var en krig mellem Romerriget og dets klientkongedømme Numidien. Navnet på konflikten stammer fra den tidligere konge af Numidien Micipsas nevø og adoptivsøn som hed Jugurtha.
Numidien var et nordafrikansk kongedømme, ikke langt fra Roms ærkefjende Karthago, og under de puniske krige havde Numidien været Roms allierede, og Jugurtha havde fulgt den romerske general Scipio Æmilianus under et felttog i Numantia, og romersk militærtaktik var derfor særdeles velkendt for ham. Micipsa ønskede at hans to sønner, Adherbal og Hiempsal, skulle arve riget i fællesskab sammen med Jugurtha efter sin død, men det viste sig at Jugurtha ønskede magten alene, og at han ikke veg tilbage for mord, bestikkelse og forræderi.

## Begivenheder
Kort efter Micipsas død i 118 f.Kr. fik Jugurtha Hiempsal myrdet, og Adherbal måte flygte til Rom. Romerne sendte derfor en diplomatisk mission, som skulle løse konflikten og dele Numidien mellem de to konger. Det lykkedes imidlertid Jugurtha at få de bedste landområder ved at bestikke romerne, men fredstraktaten blev alligevel accepteret af alle parter. Tre år senere fremprovokerede Jugurtha en ny krig med sin adoptivbror, og Adherbal måtte trække sig tilbage til sin hovedstad Cirta, som blev belejret af Jugurtha. I byen boede der flere italienere, som deltog i forsvaret af den, og romerne måtte derfor sende en ny mission. I lighed med den første blev lederne af denne mission også bestukket af Jugurtha, og byen blev åbnet for ham. Adherbal og hans mænd blev henrettet, men det samme blev italienerne i byen, og det tvang romerne til at erklære krig mod Jugurtha.
Konsulen Lucius Calpurnius Bestia ledte en hær, men Jugurtha overgav på meget fordelagtige vilkår. Mistanken om at Bestia også var blevet bestukket var stor, og senatet iværksatte en efterforskning af sagen. Jugurtha fik ordre om at rejse til Rom, men ved at bestikke to tribuner lykkedes det ham at undgå at vidne. Samtidigt forsøgte han at få sin fætter og potentielle rival Massiva, der opholdt sig i Rom, snigmyrdet, derfor blev Jugurtha udvist fra byen. Omkr. 110 f.Kr. lykkedes det Jugurtha at besejre en romersk hær, formodentlig igen ved hjælp af bestikkelse og forræderi, og han gjorde derpå krav på at være Numidiens retmæssige konge.
En ny romersk hær ledet af konsulen Quintus Caecilius Metellus blev sendt til Nordafrika, Metellus lod sig ikke bestikke, i stedet sørgede han for at Jugurthas forsyningslinjer blev ødelagt, hvilket tvang Jugurtha til at bruge guerillataktik. Med i hæren havde Metellus en ung og ambitiøs Gajus Marius, det udviklede sig til en magtkamp mellem de to, som endte med at Metellus sendte Marius tilbage til Rom. Marius blev valgt som konsul i 107 f.Kr. og mod gældende lov fik han overdraget Metellus' kommando i Numidien, ved en lovændring på Folkeforsamlingen udenom Senatet. Det usædvanlige var at Senatets rettigheder og magtbeføjelser blev overtrumfet af Folkeforsamlingen uden at Senatet kæmpede imod.
Marius vendte tilbage til Numidien, hvor han fortsatte Metellus' arbejde. Bocchus, Mauretaniens, konge havde nu sluttet sig til sin svigersøn, Jugurtha, men romerne vandt flere sejre, og til sidst indgik de en fred med Bocchus, hvor Jugurtha blev udleveret til romerne og Bocchus kunne annektere dele af Numidien. Jugurtha blev ført tilbage til Rom, hvor han blev henrettet ved kvælning.

## Eftertidens opfattelse af krigen
Jugurthakrigen er i eftertiden blevet set som et symptom på den krise den romerske republik befandt sig i på denne tid; at Jugurtha kunne bestikke romerske embedsmænd for at nå sine mål var i det lys et tegn på det moralske forfald Rom oplevede. Marius' karriere var på samme måde et eksempel hvordan romerne nu søgte personlig magt og ignorerede de romerske traditioner. Blandt andet Lucius Cornelius Sulla brugte dette moralkollaps som begrundelse i den senere borgerkrig hvor han bekæmpede Marius.